# Trochofora

trochofora

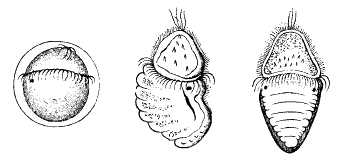
Vývoj chroustnatky: trochofora, metamorfující stadium a juvenilní chroustnatka

Trochofora (též praeveliger, Lovenova larva) je larva mořských kroužkovců, mnohoštětinatců a mořských měkkýšů; jedná se tedy vesměs o charakteristický znak živočichů ze skupiny Lophotrochozoa. U měkkýšů se vyskytuje pouze u chroustnatek, u mořských mlžů a u většiny mořských plžů. U plžů a mlžů se přeměňuje na veliger. U mnohoštětinatců se trochofora mění na stadium nektochaeta, které má 3 páry panožek parapodií.

## Stavba
Trochofora je v pozdějším vývoji segmentována. Je u ní průchozí trávicí soustava (na rozdíl od pilidia, které je segmentováno až ke konci vývoje). Za ústním otvorem je ektodermální stomodeum, následuje entodermální žaludek, ektodermální proktodeum a anální otvor.
Trochofora má řasinkové prstence neboli trochy: prototroch okolo ústního otvoru a paratroch okolo análního otvoru.